# 河合亀太郎

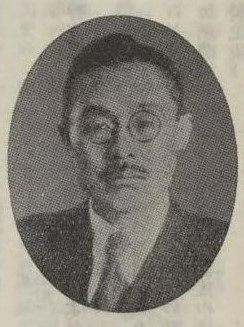
河合亀太郎

河合 亀太郎（かわい かめたろう、1876年6月8日 - 1959年7月19日）は、日本の薬学博士、実業家、薬剤師。肝油ドロップの創製者でもある。

## 概要
静岡県豊田郡中瀬村（現浜松市浜名区中瀬）で河合八蔵の子として生まれ、1888年に豊田郡下野部村（現磐田市下野部）にある野部小学校（現磐田市立豊岡北小学校）を卒業する。その後、将来は官吏になる夢を描いていたが、父親の病死のために16歳の時に官吏になる夢を諦めて中学を中退する。中学を中退した後は、東京薬学校（現東京薬科大学）に入学する。1893年には東京薬学校（現東京薬科大学）を首席で卒業し薬剤師となり、北里研究所に入り第一高等学校教授の助手をつとめた。しかし、病気のために退職を余儀なくさせてしまい、体調が回復した後は平塚にある杏雲堂病院にて薬局長に就任した。薬局長として勤めていた際に、保健強壮剤の肝油が魚の生臭さのため服用しにくいことを知ったときには服用しやすい肝油の研究をすすめていくようになった。1910年、ミツワ化学研究所へと招かれ、翌年の1911年には子どもにも服用しやすいゼリー状のドロップ式の肝油製剤の研究に成功し、『肝油ドロップ』という名前にした。1923年、河合研究所・河合製薬所（現河合製薬）を設立し、それに伴い肝油ドロップを「カワイ肝油ドロップ」という名称に変更した。1932年には日本薬剤師会の会長へと就任し、学校用肝油ドロップの製造販売を開始した。1955年頃にはカワイ肝油ドロップを全国の小学校へと普及させていった。1941年には藍綬褒章を受章し、1959年では従五位勲三等を受けた。その後同年に、83歳で逝去した。

## 略歴
- 1876年　静岡県にて生まれる。
- 1888年　野部小学校（現磐田市立豊岡北小学校）を卒業。
- 1893年　東京薬学校（現東京薬科大学）を卒業。
- 1911年　ゼリー状のドロップ式の肝油製剤の研究に成功。
- 1923年　河合研究所・河合製薬所（現河合製薬）を設立。
- 1932年　日本薬剤師会の会長へと就任。
- 1941年　藍綬褒章を受章。
- 1959年　従五位勲三等を受賞。
- 1959年　83歳で逝去。